# Goldriesling

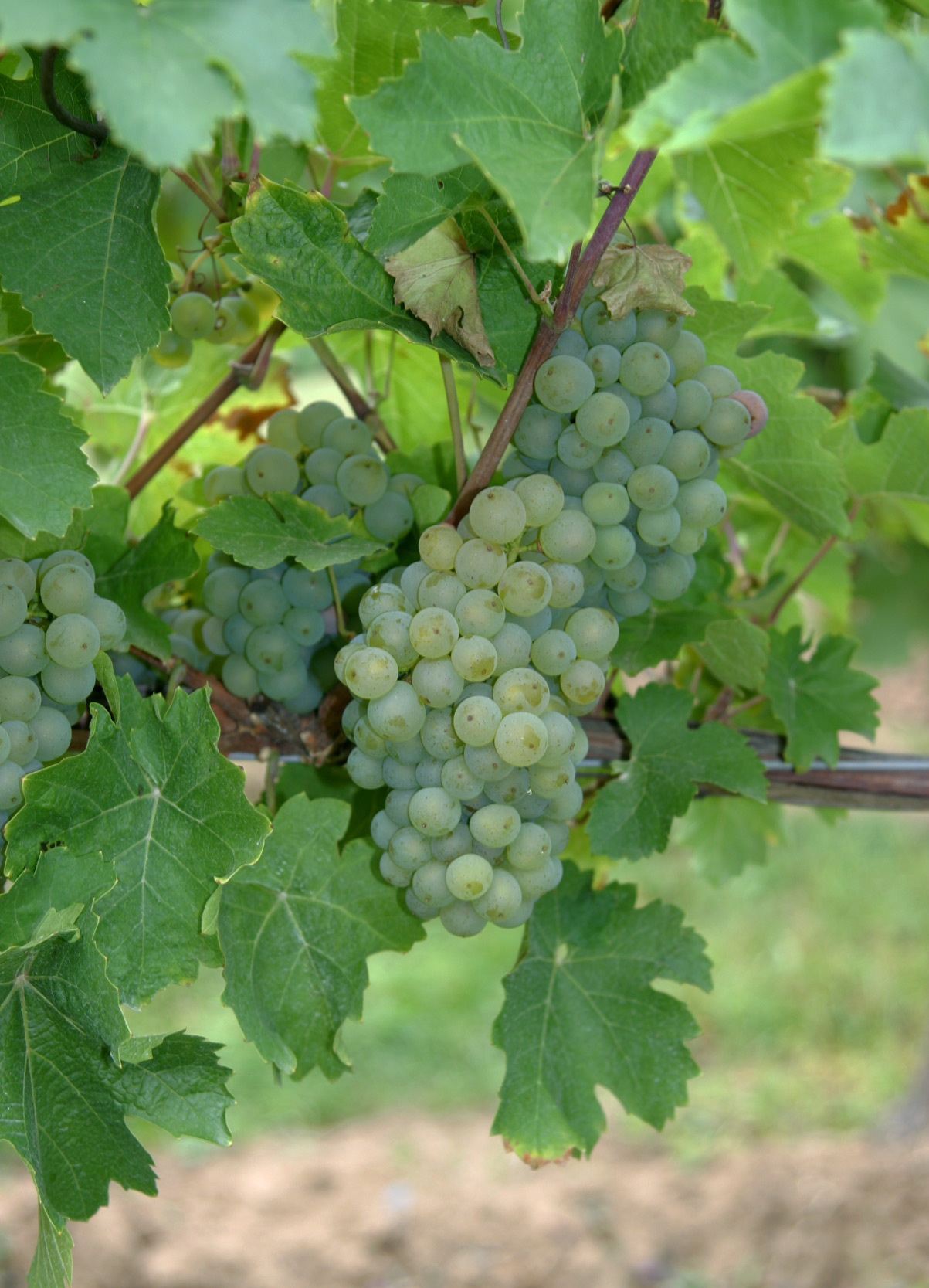
Racimos de goldriesling.

La goldriesling es una variedad de uva (vitis vinífera) usada para hacer vino blanco. Fue creada en 1893 por Christian Oberlin en Colmar, Alsacia, cruzando la riesling con otra uva que algunas veces se considera que fue la courtillier musqué précoce, aunque no se le ha identificado de forma concluyente.
La goldriesling se caracteriza sobre todo por tener aromas similares a la moscatel y una acidez alta. Madura temprano. Ha sido cruzada con otras variedades como la lucie kuhlmann, léon millot, marechal joffre y maréchal foch.
La goldriesling es una variedad autorizada para su uso en el vino alemán, aunque casi toda está cultivada solamente en Sajonia, donde había 17 ha en 2008.

## Sinónimos
La goldriesling es conocida por los sinónimos goldmuskat, riesling doré, riesling khativ y risling zolotistyi.